# Einayim Petukhoth
Einayim Petukhoth (em hebraico:  עיניים פקוחות; no Brasil: Pecado da Carne; em francês:  Tu n'aimeras point; em alemão:  Du sollst nicht lieben) é um filme israelense de 2009 com roteiro de Merav Doster e dirigido por Haim Tabakman, em sua estreia. O filme foi lançado no Reino Unido em 14 de maio de 2009 por Peccadillo Pictures. O filme foi co-produzido por Israel, França e Alemanha.

## Enredo
Aaron, um judeu ortodoxo, pai de quatro filhos que vive em Jerusalém, assume o açougue de sua família após a morte recente de seu pai. Ezri, um estudante desabrigado de dezenove anos, visita a loja para usar o telefone. Depois de recusar a oferta de Ezri, que lhe pediu para trabalhar no açougue, Aaron encontra-o dormindo na sinagoga local e oferece-lhe trabalho na loja. Então leva Ezri como aprendiz e incentiva-o em seus estudos religiosos. Ezri acaba ficando num quarto tipo sótão, no primeiro andar do açougue. Numa noite, Aaron descobre que Ezri tem talento para o desenho, ao encontrar uma pasta cheia de rabiscos e esboços. Os dois homens se aproximam após Ezri convidar Aaron para tomar um banho ritual na periferia da cidade. Rivka, a esposa dedicada de Aaron, recebe o aprendiz do marido em seu círculo familiar. Uma noite, depois de Aaron pedir para que Ezri desenhasse seu retrato, Ezri insinua-se para ele, que o repudia. Mais tarde, porém, quando Ezri pede a Aaron que o ajude com uma remessa de carnes recém chegadas ao açougue, eles se beijam dentro do frigorífico e têm uma relação sexual no quarto de Ezri. Rivka suspeita quando o marido começa a chegar tarde em casa e passa a evitar ter relações sexuais com ela. Rabino Vaisben, um amigo da família, adverte Aaron por sua proximidade com Ezri, informando que ele foi expulso de seu Yeshiva (escola de rabinos) local, mas Aaron defende o rapaz. Sendo um homem religioso e devoto, que vive em uma comunidade Haredi (judeus ortodoxos), Aaron está dividido entre sua família e devoção a Deus, e os sentimentos intensos que ele tem por Ezri. A Aaron é dito repetidamente que Ezri é uma má influência e talvez até mesmo seja amaldiçoado. As pessoas começam a repudiar Ezri, pedindo-lhe para ficar longe deles. Folhetos começam a circular no bairro, levando muitos a boicotar o açougue. Pelo que fica subentendido, o responsável pela divulgação dos folhetos é um judeu ortodoxo da mesma sinagoga e ex-namorado de Ezri, chamado Ephraim. É ele o homem que fez Ezri ir a Jerusalém, mas Ezri descobre não ser bem vindo. Sob crescente pressão social, comercial e familiar, Aaron tenta romper laços com Ezri mas é incapaz de fazê-lo. Ezri, ao descobrir o causador dos boatos, vai ao encontro de seu ex, na calçada da sinagoga, Ezri, no intuito de expôr o ex amante (Ephraim), agarra-lhe, sendo atacado por alguns judeus da sinagoga, sob os olhares apavorados de Aaron. Aaron testemunha o ataque, mas não intervém. Ele consola Ezri depois, mas ambos percebem que é hora de Ezri deixar a comunidade. Aaron continua a se angustiar por isso, pedindo compreensão e proteção de Rivka, sua esposa. Ele retorna de manhã cedo para o local onde ele tomou um banho com Ezri. Submerge na água por um longo período.[carece de fontes?] De acordo com a roteirista, Merav Doster, o mergulho prolongado de Aaron não representa uma despedida, podendo ele voltar à superfície da água, mas o diretor preferiu deixar o final do filme vago.

## Elenco
- Ran Danker como Ezri
- Zohar Strauss como Aaron
- Ravit Rozen Tinkerbell como Rivka Fleischman
- Tzahi Grad como Rabbi Vaisben
- Avi Grayinik como Israel Fisher
- Eva Zrihen-Attali como Sara
- Mati Atlas como Ephraim

## Premiações
Pecado da Carne concorreu na seleção oficial do Festival de Cannes 2009, na categoria "Un Certain Regard".
Melhor Filme no International Ghent Film Festival de 2009.[carece de fontes?]